# Liste des planètes mineures (732001-733000)
Voici la liste des planètes mineures numérotées de 732001 à 733000. Les planètes mineures sont numérotées lorsque leur orbite est confirmée, ce qui peut parfois se produire longtemps après leur découverte. Elles sont classées ici par leur numéro.

## Planètes mineures 732001 à 733000
- (732001) 2013 UU11
- (732002) 2013 UD15
- (732003) 2013 UE19
- (732004) 2013 UW21
- (732005) 2013 UK22
- (732006) 2013 UE24
- (732007) 2013 UR28
- (732008) 2013 UY28
- (732009) 2013 UV33
- (732010) 2013 UL40
- (732011) 2013 UG41
- (732012) 2013 US42
- (732013) 2013 UL53
- (732014) 2013 VS
- (732015) 2013 VG4
- (732016) 2013 VB11
- (732017) 2013 VO17
- (732018) 2013 VP18
- (732019) 2013 VX18
- (732020) 2013 VB19
- (732021) 2013 VS22
- (732022) 2013 VH24
- (732023) 2013 VK31
- (732024) 2013 VO31
- (732025) 2013 VY49
- (732026) 2013 VM51
- (732027) 2013 VR55
- (732028) 2013 VF58
- (732029) 2013 VR61
- (732030) 2013 VH62
- (732031) 2013 VT63
- (732032) 2013 VU64
- (732033) 2013 VP69
- (732034) 2013 WD
- (732035) 2013 WD6
- (732036) 2013 WM7
- (732037) 2013 WQ10
- (732038) 2013 WS12
- (732039) 2013 WT12
- (732040) 2013 WV16
- (732041) 2013 WS17
- (732042) 2013 WW17
- (732043) 2013 WO21
- (732044) 2013 WH22
- (732045) 2013 WT22
- (732046) 2013 WJ25
- (732047) 2013 WH31
- (732048) 2013 WV33
- (732049) 2013 WV35
- (732050) 2013 WF37
- (732051) 2013 WV37
- (732052) 2013 WC38
- (732053) 2013 WX38
- (732054) 2013 WY40
- (732055) 2013 WD41
- (732056) 2013 WQ45
- (732057) 2013 WE48
- (732058) 2013 WD49
- (732059) 2013 WL49
- (732060) 2013 WT50
- (732061) 2013 WO52
- (732062) 2013 WU52
- (732063) 2013 WV52
- (732064) 2013 WA54
- (732065) 2013 WH55
- (732066) 2013 WQ56
- (732067) 2013 WP57
- (732068) 2013 WB58
- (732069) 2013 WS59
- (732070) 2013 WV59
- (732071) 2013 WZ62
- (732072) 2013 WM63
- (732073) 2013 WM66
- (732074) 2013 WY66
- (732075) 2013 WE68
- (732076) 2013 WY68
- (732077) 2013 WB73
- (732078) 2013 WF73
- (732079) 2013 WZ74
- (732080) 2013 WB79
- (732081) 2013 WR81
- (732082) 2013 WQ84
- (732083) 2013 WC87
- (732084) 2013 WD89
- (732085) 2013 WM89
- (732086) 2013 WM91
- (732087) 2013 WK92
- (732088) 2013 WN93
- (732089) 2013 WP95
- (732090) 2013 WY97
- (732091) 2013 WM98
- (732092) 2013 WM99
- (732093) 2013 WT101
- (732094) 2013 WT102
- (732095) 2013 WR104
- (732096) 2013 WU104
- (732097) 2013 WR105
- (732098) 2013 WQ111
- (732099) 2013 WK112
- (732100) 2013 WZ112
- (732101) 2013 WN113
- (732102) 2013 WF116
- (732103) 2013 WH117
- (732104) 2013 WO117
- (732105) 2013 WH120
- (732106) 2013 WP123
- (732107) 2013 WW131
- (732108) 2013 WQ135
- (732109) 2013 XX
- (732110) 2013 XF2
- (732111) 2013 XQ8
- (732112) 2013 XC13
- (732113) 2013 XN17
- (732114) 2013 XL28
- (732115) 2013 XB37
- (732116) 2013 XP38
- (732117) 2013 XE41
- (732118) 2013 YU
- (732119) 2013 YE2
- (732120) 2013 YQ3
- (732121) 2013 YR7
- (732122) 2013 YD8
- (732123) 2013 YU8
- (732124) 2013 YU9
- (732125) 2013 YM12
- (732126) 2013 YW12
- (732127) 2013 YD16
- (732128) 2013 YB18
- (732129) 2013 YO20
- (732130) 2013 YL22
- (732131) 2013 YX24
- (732132) 2013 YP27
- (732133) 2013 YU34
- (732134) 2013 YG36
- (732135) 2013 YJ37
- (732136) 2013 YN38
- (732137) 2013 YZ44
- (732138) 2013 YY46
- (732139) 2013 YC47
- (732140) 2013 YZ47
- (732141) 2013 YM54
- (732142) 2013 YU55
- (732143) 2013 YH56
- (732144) 2013 YE58
- (732145) 2013 YT59
- (732146) 2013 YG62
- (732147) 2013 YJ63
- (732148) 2013 YT64
- (732149) 2013 YM69
- (732150) 2013 YX70
- (732151) 2013 YN71
- (732152) 2013 YQ71
- (732153) 2013 YH74
- (732154) 2013 YX76
- (732155) 2013 YR80
- (732156) 2013 YW84
- (732157) 2013 YK86
- (732158) 2013 YO87
- (732159) 2013 YS88
- (732160) 2013 YV89
- (732161) 2013 YE91
- (732162) 2013 YW91
- (732163) 2013 YS94
- (732164) 2013 YH95
- (732165) 2013 YN97
- (732166) 2013 YO97
- (732167) 2013 YF99
- (732168) 2013 YJ99
- (732169) 2013 YZ100
- (732170) 2013 YJ101
- (732171) 2013 YP102
- (732172) 2013 YC104
- (732173) 2013 YR104
- (732174) 2013 YT104
- (732175) 2013 YM105
- (732176) 2013 YP112
- (732177) 2013 YC113
- (732178) 2013 YZ114
- (732179) 2013 YP116
- (732180) 2013 YC119
- (732181) 2013 YH124
- (732182) 2013 YV125
- (732183) 2013 YN131
- (732184) 2013 YH134
- (732185) 2013 YG139
- (732186) 2013 YC147
- (732187) 2013 YL148
- (732188) 2013 YS148
- (732189) 2013 YL154
- (732190) 2013 YY154
- (732191) 2013 YH155
- (732192) 2013 YA159
- (732193) 2013 YV159
- (732194) 2013 YG162
- (732195) 2013 YY163
- (732196) 2013 YD170
- (732197) 2014 AO5
- (732198) 2014 AN7
- (732199) 2014 AJ10
- (732200) 2014 AM10
- (732201) 2014 AT11
- (732202) 2014 AM12
- (732203) 2014 AU13
- (732204) 2014 AK14
- (732205) 2014 AS14
- (732206) 2014 AK15
- (732207) 2014 AX17
- (732208) 2014 AN24
- (732209) 2014 AQ24
- (732210) 2014 AL25
- (732211) 2014 AL27
- (732212) 2014 AS27
- (732213) 2014 AM34
- (732214) 2014 AP34
- (732215) 2014 AG36
- (732216) 2014 AW36
- (732217) 2014 AY36
- (732218) 2014 AK37
- (732219) 2014 AS40
- (732220) 2014 AD44
- (732221) 2014 AW48
- (732222) 2014 AH52
- (732223) 2014 AT52
- (732224) 2014 AD53
- (732225) 2014 AZ64
- (732226) 2014 AM65
- (732227) 2014 AP68
- (732228) 2014 AS68
- (732229) 2014 BR1
- (732230) 2014 BW11
- (732231) 2014 BR12
- (732232) 2014 BQ14
- (732233) 2014 BT14
- (732234) 2014 BJ19
- (732235) 2014 BL20
- (732236) 2014 BC22
- (732237) 2014 BH22
- (732238) 2014 BL23
- (732239) 2014 BM23
- (732240) 2014 BT26
- (732241) 2014 BH27
- (732242) 2014 BU27
- (732243) 2014 BY27
- (732244) 2014 BX31
- (732245) 2014 BF36
- (732246) 2014 BL37
- (732247) 2014 BO38
- (732248) 2014 BK48
- (732249) 2014 BM49
- (732250) 2014 BK55
- (732251) 2014 BM55
- (732252) 2014 BV56
- (732253) 2014 BK63
- (732254) 2014 BL64
- (732255) 2014 BL66
- (732256) 2014 BS66
- (732257) 2014 BG67
- (732258) 2014 BK71
- (732259) 2014 BG76
- (732260) 2014 BB83
- (732261) 2014 BT89
- (732262) 2014 CO3
- (732263) 2014 CA8
- (732264) 2014 CJ8
- (732265) 2014 CM10
- (732266) 2014 CG11
- (732267) 2014 CH12
- (732268) 2014 CA18
- (732269) 2014 CQ19
- (732270) 2014 CV21
- (732271) 2014 CP22
- (732272) 2014 CE24
- (732273) 2014 CN25
- (732274) 2014 CO25
- (732275) 2014 CD26
- (732276) 2014 CJ27
- (732277) 2014 CD30
- (732278) 2014 CA35
- (732279) 2014 DG1
- (732280) 2014 DQ3
- (732281) 2014 DR5
- (732282) 2014 DV7
- (732283) 2014 DY11
- (732284) 2014 DK13
- (732285) 2014 DG14
- (732286) 2014 DD17
- (732287) 2014 DE17
- (732288) 2014 DX17
- (732289) 2014 DK18
- (732290) 2014 DW18
- (732291) 2014 DB19
- (732292) 2014 DS20
- (732293) 2014 DU20
- (732294) 2014 DX20
- (732295) 2014 DA28
- (732296) 2014 DG29
- (732297) 2014 DD33
- (732298) 2014 DG33
- (732299) 2014 DV35
- (732300) 2014 DD37
- (732301) 2014 DF37
- (732302) 2014 DP39
- (732303) 2014 DE40
- (732304) 2014 DL44
- (732305) 2014 DF45
- (732306) 2014 DH48
- (732307) 2014 DQ51
- (732308) 2014 DK52
- (732309) 2014 DA53
- (732310) 2014 DQ54
- (732311) 2014 DK55
- (732312) 2014 DT57
- (732313) 2014 DQ58
- (732314) 2014 DX58
- (732315) 2014 DC66
- (732316) 2014 DE67
- (732317) 2014 DO68
- (732318) 2014 DL69
- (732319) 2014 DL72
- (732320) 2014 DS72
- (732321) 2014 DQ73
- (732322) 2014 DC76
- (732323) 2014 DM76
- (732324) 2014 DY76
- (732325) 2014 DF82
- (732326) 2014 DV84
- (732327) 2014 DB87
- (732328) 2014 DB89
- (732329) 2014 DV92
- (732330) 2014 DP93
- (732331) 2014 DJ97
- (732332) 2014 DP97
- (732333) 2014 DW98
- (732334) 2014 DQ99
- (732335) 2014 DT100
- (732336) 2014 DD101
- (732337) 2014 DE103
- (732338) 2014 DK103
- (732339) 2014 DG105
- (732340) 2014 DP105
- (732341) 2014 DH106
- (732342) 2014 DR106
- (732343) 2014 DQ107
- (732344) 2014 DR109
- (732345) 2014 DA110
- (732346) 2014 DH111
- (732347) 2014 DQ115
- (732348) 2014 DU116
- (732349) 2014 DJ117
- (732350) 2014 DZ117
- (732351) 2014 DE119
- (732352) 2014 DT119
- (732353) 2014 DY119
- (732354) 2014 DG121
- (732355) 2014 DL121
- (732356) 2014 DC123
- (732357) 2014 DP123
- (732358) 2014 DZ124
- (732359) 2014 DR125
- (732360) 2014 DT131
- (732361) 2014 DB132
- (732362) 2014 DV132
- (732363) 2014 DT134
- (732364) 2014 DA135
- (732365) 2014 DS135
- (732366) 2014 DD136
- (732367) 2014 DO136
- (732368) 2014 DU136
- (732369) 2014 DD141
- (732370) 2014 DV142
- (732371) 2014 DA146
- (732372) 2014 DF147
- (732373) 2014 DG148
- (732374) 2014 DP150
- (732375) 2014 DL155
- (732376) 2014 DP163
- (732377) 2014 DP167
- (732378) 2014 DL169
- (732379) 2014 DQ169
- (732380) 2014 DF171
- (732381) 2014 DU171
- (732382) 2014 DE175
- (732383) 2014 DU176
- (732384) 2014 DW178
- (732385) 2014 DY183
- (732386) 2014 DT185
- (732387) 2014 DO192
- (732388) 2014 DJ198
- (732389) 2014 EV
- (732390) 2014 EJ1
- (732391) 2014 EN5
- (732392) 2014 EN9
- (732393) 2014 EH10
- (732394) 2014 EC11
- (732395) 2014 EE13
- (732396) 2014 EL14
- (732397) 2014 ER15
- (732398) 2014 EM20
- (732399) 2014 EQ20
- (732400) 2014 ET26
- (732401) 2014 EV27
- (732402) 2014 ET28
- (732403) 2014 EE29
- (732404) 2014 EC30
- (732405) 2014 EN31
- (732406) 2014 EE32
- (732407) 2014 ET33
- (732408) 2014 EO35
- (732409) 2014 EM36
- (732410) 2014 ER37
- (732411) 2014 EX39
- (732412) 2014 EQ42
- (732413) 2014 EW43
- (732414) 2014 ES49
- (732415) 2014 EH51
- (732416) 2014 EK51
- (732417) 2014 EC62
- (732418) 2014 EZ62
- (732419) 2014 EJ66
- (732420) 2014 EK73
- (732421) 2014 EJ77
- (732422) 2014 EH78
- (732423) 2014 ES81
- (732424) 2014 EX81
- (732425) 2014 EH87
- (732426) 2014 ER94
- (732427) 2014 EW109
- (732428) 2014 EP127
- (732429) 2014 EO131
- (732430) 2014 EG132
- (732431) 2014 EG136
- (732432) 2014 EN142
- (732433) 2014 EG144
- (732434) 2014 EN144
- (732435) 2014 EO151
- (732436) 2014 EY151
- (732437) 2014 EE154
- (732438) 2014 EO154
- (732439) 2014 EH161
- (732440) 2014 EJ167
- (732441) 2014 EG168
- (732442) 2014 EQ169
- (732443) 2014 ET173
- (732444) 2014 EE176
- (732445) 2014 EP176
- (732446) 2014 EX177
- (732447) 2014 EN181
- (732448) 2014 EC196
- (732449) 2014 EC208
- (732450) 2014 EK208
- (732451) 2014 EQ214
- (732452) 2014 EK219
- (732453) 2014 EF220
- (732454) 2014 EH221
- (732455) 2014 ER222
- (732456) 2014 EA225
- (732457) 2014 EM232
- (732458) 2014 EH235
- (732459) 2014 EH242
- (732460) 2014 EZ242
- (732461) 2014 EM248
- (732462) 2014 EZ249
- (732463) 2014 ER252
- (732464) 2014 EJ254
- (732465) 2014 FM2
- (732466) 2014 FD4
- (732467) 2014 FW4
- (732468) 2014 FU7
- (732469) 2014 FQ10
- (732470) 2014 FV13
- (732471) 2014 FO14
- (732472) Grahamhill
- (732473) 2014 FL20
- (732474) 2014 FY30
- (732475) 2014 FA35
- (732476) 2014 FF35
- (732477) 2014 FP39
- (732478) 2014 FB40
- (732479) 2014 FC40
- (732480) 2014 FL41
- (732481) 2014 FM41
- (732482) 2014 FP41
- (732483) 2014 FY42
- (732484) 2014 FC43
- (732485) 2014 FY44
- (732486) 2014 FU47
- (732487) 2014 FN49
- (732488) 2014 FM54
- (732489) 2014 FT55
- (732490) 2014 FA56
- (732491) 2014 FL56
- (732492) 2014 FW56
- (732493) 2014 FM57
- (732494) 2014 FO63
- (732495) 2014 FR63
- (732496) 2014 FX64
- (732497) 2014 FR65
- (732498) 2014 FU65
- (732499) 2014 FV66
- (732500) 2014 FQ67
- (732501) 2014 FR67
- (732502) 2014 FY73
- (732503) 2014 FM74
- (732504) 2014 FP74
- (732505) 2014 FT74
- (732506) 2014 FP76
- (732507) 2014 FZ82
- (732508) 2014 FY83
- (732509) 2014 FW84
- (732510) 2014 FO85
- (732511) 2014 FX88
- (732512) 2014 GY
- (732513) 2014 GV1
- (732514) 2014 GD2
- (732515) 2014 GO2
- (732516) 2014 GQ2
- (732517) 2014 GE6
- (732518) 2014 GL6
- (732519) 2014 GF7
- (732520) 2014 GY7
- (732521) 2014 GJ12
- (732522) 2014 GZ12
- (732523) 2014 GY13
- (732524) 2014 GN14
- (732525) 2014 GO16
- (732526) 2014 GX16
- (732527) 2014 GZ16
- (732528) 2014 GB17
- (732529) 2014 GC19
- (732530) 2014 GN20
- (732531) 2014 GY23
- (732532) 2014 GJ26
- (732533) 2014 GG27
- (732534) 2014 GW28
- (732535) 2014 GK30
- (732536) 2014 GD31
- (732537) 2014 GQ31
- (732538) 2014 GN36
- (732539) 2014 GU38
- (732540) 2014 GA39
- (732541) 2014 GH39
- (732542) 2014 GB40
- (732543) 2014 GW40
- (732544) 2014 GP43
- (732545) 2014 GF44
- (732546) 2014 GQ44
- (732547) 2014 GP46
- (732548) 2014 GN47
- (732549) 2014 GU47
- (732550) 2014 GQ49
- (732551) 2014 GD52
- (732552) 2014 GH56
- (732553) 2014 GT56
- (732554) 2014 GZ56
- (732555) 2014 GR57
- (732556) 2014 GD59
- (732557) 2014 GX59
- (732558) 2014 GG61
- (732559) 2014 GF63
- (732560) 2014 GT63
- (732561) 2014 GW63
- (732562) 2014 GC64
- (732563) 2014 GV73
- (732564) 2014 GX74
- (732565) 2014 GK79
- (732566) 2014 GG81
- (732567) 2014 GL82
- (732568) 2014 GP82
- (732569) 2014 GN90
- (732570) 2014 HA6
- (732571) 2014 HZ8
- (732572) 2014 HG9
- (732573) 2014 HM10
- (732574) 2014 HV13
- (732575) 2014 HF14
- (732576) 2014 HF15
- (732577) 2014 HQ15
- (732578) 2014 HB17
- (732579) 2014 HB20
- (732580) 2014 HW23
- (732581) 2014 HT24
- (732582) 2014 HV25
- (732583) 2014 HR27
- (732584) 2014 HV28
- (732585) 2014 HX30
- (732586) 2014 HJ36
- (732587) 2014 HU36
- (732588) 2014 HF37
- (732589) 2014 HM37
- (732590) 2014 HB38
- (732591) 2014 HB40
- (732592) 2014 HE40
- (732593) 2014 HV41
- (732594) 2014 HQ44
- (732595) 2014 HW44
- (732596) 2014 HD45
- (732597) 2014 HB46
- (732598) 2014 HB55
- (732599) 2014 HC73
- (732600) 2014 HM85
- (732601) 2014 HV87
- (732602) 2014 HB88
- (732603) 2014 HO96
- (732604) 2014 HH103
- (732605) 2014 HK110
- (732606) 2014 HX120
- (732607) 2014 HN125
- (732608) 2014 HA126
- (732609) 2014 HW127
- (732610) 2014 HW131
- (732611) 2014 HN134
- (732612) 2014 HJ140
- (732613) 2014 HT144
- (732614) 2014 HS152
- (732615) 2014 HK153
- (732616) 2014 HE155
- (732617) 2014 HM160
- (732618) 2014 HL161
- (732619) 2014 HZ161
- (732620) 2014 HZ163
- (732621) 2014 HF164
- (732622) 2014 HA166
- (732623) 2014 HC166
- (732624) 2014 HK166
- (732625) 2014 HY166
- (732626) 2014 HL170
- (732627) 2014 HE171
- (732628) 2014 HX171
- (732629) 2014 HU174
- (732630) 2014 HD176
- (732631) 2014 HK180
- (732632) 2014 HC181
- (732633) 2014 HE181
- (732634) 2014 HE185
- (732635) 2014 HJ187
- (732636) 2014 HC189
- (732637) 2014 HJ189
- (732638) 2014 HJ195
- (732639) 2014 HG200
- (732640) 2014 HC202
- (732641) 2014 HP202
- (732642) 2014 HB203
- (732643) 2014 HU203
- (732644) 2014 HZ203
- (732645) 2014 HO204
- (732646) 2014 HQ204
- (732647) 2014 HY204
- (732648) 2014 HG205
- (732649) 2014 HL205
- (732650) 2014 HQ205
- (732651) 2014 HH206
- (732652) 2014 HL211
- (732653) 2014 HQ211
- (732654) 2014 HY222
- (732655) 2014 HE224
- (732656) 2014 HQ225
- (732657) 2014 HS225
- (732658) 2014 HB226
- (732659) 2014 HC226
- (732660) 2014 HV228
- (732661) 2014 HE302
- (732662) 2014 HQ340
- (732663) 2014 JP1
- (732664) 2014 JX2
- (732665) 2014 JY2
- (732666) 2014 JE5
- (732667) 2014 JJ6
- (732668) 2014 JG7
- (732669) 2014 JJ7
- (732670) 2014 JP7
- (732671) 2014 JE17
- (732672) 2014 JR18
- (732673) 2014 JF21
- (732674) 2014 JQ22
- (732675) 2014 JA23
- (732676) 2014 JL23
- (732677) 2014 JC24
- (732678) 2014 JF27
- (732679) 2014 JB28
- (732680) 2014 JE28
- (732681) 2014 JW28
- (732682) 2014 JQ30
- (732683) 2014 JU31
- (732684) 2014 JZ31
- (732685) 2014 JJ32
- (732686) 2014 JS32
- (732687) 2014 JT34
- (732688) 2014 JB35
- (732689) 2014 JY35
- (732690) 2014 JC40
- (732691) 2014 JE42
- (732692) 2014 JR42
- (732693) 2014 JQ43
- (732694) 2014 JD48
- (732695) 2014 JH51
- (732696) 2014 JN52
- (732697) 2014 JU52
- (732698) 2014 JL53
- (732699) 2014 JL58
- (732700) 2014 JP60
- (732701) 2014 JV62
- (732702) 2014 JE63
- (732703) 2014 JV63
- (732704) 2014 JY66
- (732705) 2014 JV72
- (732706) 2014 JX72
- (732707) 2014 JB75
- (732708) 2014 JA76
- (732709) 2014 JQ77
- (732710) 2014 JT77
- (732711) 2014 JY77
- (732712) 2014 JD78
- (732713) 2014 JG79
- (732714) 2014 JZ83
- (732715) 2014 JD85
- (732716) 2014 JM86
- (732717) 2014 JL87
- (732718) 2014 JD88
- (732719) 2014 JR88
- (732720) 2014 JB89
- (732721) 2014 JO90
- (732722) 2014 JY91
- (732723) 2014 JJ92
- (732724) 2014 JH93
- (732725) 2014 JV110
- (732726) 2014 JU111
- (732727) 2014 JM115
- (732728) 2014 JN119
- (732729) 2014 JR121
- (732730) 2014 JE132
- (732731) 2014 JJ143
- (732732) 2014 KT1
- (732733) 2014 KV1
- (732734) 2014 KE3
- (732735) 2014 KX7
- (732736) 2014 KU14
- (732737) 2014 KK15
- (732738) 2014 KN17
- (732739) 2014 KL20
- (732740) 2014 KB22
- (732741) 2014 KO25
- (732742) 2014 KE28
- (732743) 2014 KD29
- (732744) 2014 KK30
- (732745) 2014 KJ33
- (732746) 2014 KK33
- (732747) 2014 KJ34
- (732748) 2014 KN34
- (732749) 2014 KE35
- (732750) 2014 KG36
- (732751) 2014 KP37
- (732752) 2014 KX41
- (732753) 2014 KE43
- (732754) 2014 KE44
- (732755) 2014 KO47
- (732756) 2014 KR49
- (732757) 2014 KQ52
- (732758) 2014 KL56
- (732759) 2014 KQ57
- (732760) 2014 KU60
- (732761) 2014 KT61
- (732762) 2014 KF64
- (732763) 2014 KH66
- (732764) 2014 KU69
- (732765) 2014 KV74
- (732766) 2014 KN75
- (732767) 2014 KC77
- (732768) 2014 KF77
- (732769) 2014 KO77
- (732770) 2014 KV77
- (732771) 2014 KD85
- (732772) 2014 KF87
- (732773) 2014 KN87
- (732774) 2014 KL89
- (732775) 2014 KA90
- (732776) 2014 KB90
- (732777) 2014 KK90
- (732778) 2014 KT90
- (732779) 2014 KU91
- (732780) 2014 KJ92
- (732781) 2014 KR92
- (732782) 2014 KK93
- (732783) 2014 KE94
- (732784) 2014 KG96
- (732785) 2014 KZ96
- (732786) 2014 KD98
- (732787) 2014 KV103
- (732788) 2014 KP104
- (732789) 2014 KX104
- (732790) 2014 KX105
- (732791) 2014 KZ105
- (732792) 2014 KK106
- (732793) 2014 KL108
- (732794) 2014 KQ108
- (732795) 2014 KU108
- (732796) 2014 KV109
- (732797) 2014 KP110
- (732798) 2014 KS110
- (732799) 2014 KP111
- (732800) 2014 KW112
- (732801) 2014 KY112
- (732802) 2014 KA114
- (732803) 2014 KD114
- (732804) 2014 KC118
- (732805) 2014 KD133
- (732806) 2014 KG133
- (732807) 2014 KM133
- (732808) 2014 KF135
- (732809) 2014 KB144
- (732810) 2014 KP146
- (732811) 2014 LN
- (732812) 2014 LP1
- (732813) 2014 LO2
- (732814) 2014 LY2
- (732815) 2014 LF7
- (732816) 2014 LN7
- (732817) 2014 LW8
- (732818) 2014 LE10
- (732819) 2014 LH15
- (732820) 2014 LS16
- (732821) Raycarlberg
- (732822) 2014 LV22
- (732823) 2014 LZ25
- (732824) 2014 LT26
- (732825) 2014 LE28
- (732826) 2014 LK28
- (732827) 2014 LZ29
- (732828) 2014 LB30
- (732829) 2014 LC30
- (732830) 2014 LE30
- (732831) 2014 LF30
- (732832) 2014 MC1
- (732833) 2014 MX4
- (732834) 2014 MU6
- (732835) 2014 MF8
- (732836) 2014 MK12
- (732837) 2014 MN12
- (732838) 2014 MG13
- (732839) 2014 MJ14
- (732840) 2014 ML15
- (732841) 2014 MV15
- (732842) 2014 MS19
- (732843) 2014 MZ19
- (732844) 2014 MS21
- (732845) 2014 MN22
- (732846) 2014 MX23
- (732847) 2014 MG24
- (732848) 2014 MX24
- (732849) 2014 MD25
- (732850) 2014 MA27
- (732851) 2014 MG28
- (732852) 2014 MV28
- (732853) 2014 MO29
- (732854) 2014 MV30
- (732855) 2014 MW32
- (732856) 2014 MA35
- (732857) 2014 MG36
- (732858) 2014 MN36
- (732859) 2014 MN40
- (732860) 2014 MK42
- (732861) 2014 MA44
- (732862) 2014 MO44
- (732863) 2014 ME45
- (732864) 2014 MX46
- (732865) 2014 MD48
- (732866) 2014 MC49
- (732867) 2014 MW49
- (732868) 2014 MZ53
- (732869) 2014 MS59
- (732870) 2014 MJ62
- (732871) 2014 MU68
- (732872) 2014 MC69
- (732873) 2014 MM72
- (732874) 2014 MM87
- (732875) 2014 ME88
- (732876) 2014 MP94
- (732877) 2014 MS101
- (732878) 2014 MP105
- (732879) 2014 NY
- (732880) 2014 NO3
- (732881) 2014 NT3
- (732882) 2014 NU3
- (732883) 2014 NZ6
- (732884) 2014 NZ9
- (732885) 2014 NQ15
- (732886) 2014 NU17
- (732887) 2014 NK24
- (732888) 2014 NQ25
- (732889) 2014 NS28
- (732890) 2014 NM30
- (732891) 2014 NR33
- (732892) 2014 NZ41
- (732893) 2014 NH42
- (732894) 2014 NB44
- (732895) 2014 NK47
- (732896) 2014 NU55
- (732897) 2014 NG56
- (732898) 2014 NK56
- (732899) 2014 NQ56
- (732900) 2014 NO60
- (732901) 2014 NW60
- (732902) 2014 NL63
- (732903) 2014 NW63
- (732904) 2014 ND66
- (732905) 2014 NN67
- (732906) 2014 NU67
- (732907) 2014 NJ68
- (732908) 2014 NM71
- (732909) 2014 NU79
- (732910) 2014 NO96
- (732911) 2014 OH1
- (732912) 2014 OL2
- (732913) 2014 OJ3
- (732914) 2014 OL4
- (732915) 2014 OV6
- (732916) 2014 OH7
- (732917) 2014 OF9
- (732918) 2014 OX12
- (732919) 2014 ON14
- (732920) 2014 OT16
- (732921) 2014 OZ16
- (732922) 2014 OZ17
- (732923) 2014 OM18
- (732924) 2014 OF22
- (732925) 2014 OA25
- (732926) 2014 OE26
- (732927) 2014 OF26
- (732928) 2014 OV27
- (732929) 2014 OQ31
- (732930) 2014 OY31
- (732931) 2014 OA32
- (732932) 2014 OA38
- (732933) 2014 OW38
- (732934) 2014 OO39
- (732935) 2014 OS42
- (732936) 2014 OW45
- (732937) 2014 OU47
- (732938) 2014 OW49
- (732939) 2014 OE50
- (732940) 2014 OH52
- (732941) 2014 OY53
- (732942) 2014 OO55
- (732943) 2014 OQ57
- (732944) 2014 OR57
- (732945) 2014 OL60
- (732946) 2014 OT60
- (732947) 2014 OX61
- (732948) 2014 OJ62
- (732949) 2014 OM62
- (732950) 2014 OF64
- (732951) 2014 OF70
- (732952) 2014 OX70
- (732953) 2014 OR72
- (732954) 2014 OU73
- (732955) 2014 OB74
- (732956) 2014 ON74
- (732957) 2014 OR75
- (732958) 2014 OV79
- (732959) 2014 OQ80
- (732960) 2014 OD84
- (732961) 2014 OT84
- (732962) 2014 OH88
- (732963) 2014 OB90
- (732964) 2014 OX93
- (732965) 2014 OX96
- (732966) 2014 ON99
- (732967) 2014 OV99
- (732968) 2014 OY100
- (732969) 2014 OV102
- (732970) 2014 OM106
- (732971) 2014 OA110
- (732972) 2014 OC118
- (732973) 2014 ON118
- (732974) 2014 OK122
- (732975) 2014 OC123
- (732976) 2014 OA124
- (732977) 2014 OA126
- (732978) 2014 OM126
- (732979) 2014 OV128
- (732980) 2014 OU129
- (732981) 2014 ON130
- (732982) 2014 OT130
- (732983) 2014 OH133
- (732984) 2014 OT133
- (732985) 2014 OO135
- (732986) 2014 OF139
- (732987) 2014 OQ140
- (732988) 2014 OA143
- (732989) 2014 OV148
- (732990) 2014 OY148
- (732991) 2014 OE152
- (732992) 2014 OX152
- (732993) 2014 OL154
- (732994) 2014 OS154
- (732995) 2014 OB157
- (732996) 2014 OL157
- (732997) 2014 OM159
- (732998) 2014 OG163
- (732999) 2014 OR163
- (733000) 2014 OV164